# Tometes
Tometes – rodzaj ryb kąsaczokształtnych z rodziny piraniowatych (Serrasalmidae).

## Występowanie
Ameryka Południowa.

## Klasyfikacja
Gatunki zaliczane do tego rodzaju:
- Tometes camunani
- Tometes lebaili
- Tometes makue
- Tometes trilobatus

Gatunkiem typowym jest Tometes trilobatus.